# Kiambu County
Kiambu County is een county en voormalig district in de voormalige provincie Kati van Kenia Het district telde 744.010 inwoners (1999) en had een bevolkingsdichtheid van 562 inw/km². Ongeveer 31,1% van de bevolking leeft onder de armoedegrens en ongeveer 22% van de huishoudens heeft beschikking over elektriciteit.

## Geboren
- Louis Leakey (Kabete, 1903-1972), Brits archeoloog en paleontoloog